# Kuldīgas novads
Kuldīgas novads is een gemeente in Koerland in het westen van Letland. Het bestuurscentrum is Kuldīga.
De huidige gemeente ontstond op 1 juli 2021, toen de bestaande gemeente werd uitgebreid met Alsungas novads en Skrundas novads. Sindsdien komt het grondgebied van Kuldīgas novads overeen met dat van het vroegere district Kuldīga (1950-2009).
De eerdere gemeente Kuldīgas novads was in 2009 eveneens voortgekomen uit een herindeling, waarbij de stad Kuldīga en de landelijke gemeenten Ēdole, Gudenieki, Īvande, Kabile, Kurmāle, Laidi, Padure, Pelči, Renda, Rumba, Snēpele, Turlava en Vārme waren samengevoegd.
Nationale steden (valstspilsētas):

Daugavpils  · Jelgava · Jūrmala · Liepāja · Rēzekne · Riga · Ventspils

Gemeenten (novadi):

Ādažu novads
· Aizkraukles novads
· Alūksnes novads
· Augšdaugavas novads
· Balvu novads
· Bauskas novads
· Cēsu novads
· Dienvidkurzemes novads
· Dobeles novads
· Gulbenes novads
· Jelgavas novads
· Jēkabpils novads
· Krāslavas novads
· Kuldīgas novads
· Ķekavas novads
· Limbažu novads
· Līvānu novads
· Ludzas novads
· Madonas novads
· Mārupes novads
· Ogres novads 
· Olaines novads
· Preiļu novads
· Rēzeknes novads 
· Ropažu novads
· Salaspils novads
· Saldus novads
· Saulkrastu novads
· Siguldas novads
· Smiltenes novads
· Talsu novads
· Tukuma novads
· Valkas novads
· Valmieras novads
· Varakļānu novads
· Ventspils novads 